# 茄苳里 (新竹市)
24°45′N 120°57′E / 24.750°N 120.950°E
茄苳里為台灣新竹市香山區轄下之一行政區，位於新竹市郊的八分寮山系丘陵，多為60~70公尺以下的低矮丘陵與河谷地。該里最大的特色是散佈於丘陵之間的農村以及中華大學周邊聚集的學生大樓社區。茄苳里共326戶，轄13鄰，人口1062人。
茄苳里最西以八股溝與大湖里為界，北至中華大學，向南與寶山鄉深井村以柯仔湳山區為界，最東到茄苳交流道與東香里或東區的柴橋里為界

## 聚落歷史

### 名稱
「茄苳」之名始於清代，因里境北部丘陵茂生重陽木，而有一處稱為茄苳湖的盆狀地形。
粟仔坑溪兩側的谷地，在清乾隆末年即有泉州人陳仁愿等人入墾。
1834年（清道光十四年），在今日的茄苳里附近，茄苳湖曾為金廣福大隘之一，但茄苳湖大隘的位置指寶山鄉的雙溪村以南，南隘以北的地方。
日治時期1901年設新竹廳時，將清代發展的茄苳湖莊、矺仔莊、大湖莊、吳明西坑莊、阿三媽坑莊、德勝坑莊等合併成茄苳湖庄，歸新竹廳香山區轄；1920年茄苳湖庄改為大字單位，屬新竹郡香山庄轄；二次戰後，以茄苳湖大字東部析分為茄苳里，西部分析為大湖里。 故茄苳湖廣義的來說為大湖里以及茄苳里全境。1950年香山區改制為香山鄉，茄苳里也改為茄苳村，1982年香山鄉併入新竹市，茄苳村再改名茄苳里。

## 聚落型態
茄苳里是由茄苳湖，龍角埤與柯仔湳三大部份所組成，境內原多為務農的單純農村型態之房舍，有1959年創設的茄苳國小，是一所學生人數一百人以下的迷你小學。中華大學於1987年成立之後，學校南側發展新興的大樓社區，與原有的農村聚落為截然不同的景色

## 交通暨運輸
茄苳里位於市區數公里外的丘陵地帶，原僅有崎嶇蜿蜒的小山路對外連結，對外相當不便。1990年代以後，隨著中華大學的建校，新竹市政府改善了連外的公路服務水準。2004年，鄰近的茄苳交流道以及茄苳景觀大道完工通車，使得茄苳里聯外交通相當的方便。
市區公車每日有三十餘班車次來回新竹市區，公車站牌非常密集的設在五福路二段沿線，沒有深入茄苳里各鄰。
里內主要道路為五福路二段，次要道路為茄苳路、茄苳東街、柯湳一街、柯湳二街、草漯街、至善街、明德路。
五福路為縣道117號，北通新竹市區，南抵內湖里與臺1線連接。茄苳路為茄苳聚落的要道，茄苳東街是龍角埤的要道，柯湳街為柯仔湳聚落的道路。上述道路為各傳統聚落互相連接的鄉村幹道，這些道路又分支了許多的產業道路。至善街與明德路是中華大學設立之後，隨著學校南側山坡地開發的學生大樓社區而興建的道路。

## 地理
茄苳里全境為粟仔坑溪上游的河谷以及周圍的山坡地，多為60~70公尺以下的低矮丘陵與河谷地。鹽水港溪的北支流粟仔坑溪東源於茄苳里東部的柯仔湳，西源起於茄苳里西北的草漯仔；二源在菜瓜坑匯合後，西南流注入鹽水港溪，全長4.7公里，為鹽水港溪最長的支流。